# شيرود براون
شيرود كامبل براون (بالإنجليزية: Sherrod Campbell Brown)‏ هو سياسي أمريكي من الحزب الديمقراطي ولد في يوم 9 نوفمبر 1952 في بلدة مانسفيلد في أوهايو. هو حاصل على شهادة الماجستير في الأدب الروسي من جامعة ييل وحصل على شهادة الماجستير في الفنون من جامعة ولاية أوهايو. هو عضو في مجلس الشيوخ الأمريكي كممثل عن ولاية أوهايو منذ سنة 2007. وسبق له أن كان عضو في مجلس النواب الأمريكي من سنة 1993 إلى سنة 2007.